# Mieczysław Stodolski
Mieczysław Kazimierz Stodolski (ur. 15 kwietnia 1881 w Miradzach, zm. 20 stycznia 1960 w Warszawie) – polski inżynier i urzędnik kolejowy.

## Życiorys
Urodził się w rodzinie Wiktora (zm. 1902) i Marii z Nagórskich (1842–1907). Ukończył gimnazjum w Kaliszu. Studiował na wydziale mechanicznym Politechniki Warszawskiej, ukończył w 1909 Kijowski Instytut Politechniczny Imperatora Aleksandra II (Національний технічний університет України „Київський політехнічний інститут імені Ігоря Сікорського”). Z kolejnictwem związany od 1909, m.in. jako urzędnik w Ministerstwie Kolei Żelaznych, starszy referent Departamentu Mechanicznego i Zasobów w Ministerstwie Komunikacji, naczelnik wydziału mechanicznego Dyrekcji Kolei w Poznaniu (1930–1932), zastępca dyrektora (1932–1934) i dyrektor Dyrekcji Kolei Państwowych w Krakowie (1934), dyrektor Departamentu Mechanicznego i Zasobów Kolejowych w Ministerstwie Komunikacji (od lipca 1934), dyrektor Dyrekcji Kolei w Poznaniu (1945–1950). W 1937 był także Prezesem Ligi Popierania Turystyki.
W drugiej połowie 1945 został wybrany prezesem zarządu reaktywowanego Aeroklubu Poznańskiego.
Od 4 stycznia 1914 był mężem Eugenii z d. Michno (1886–1967), z którą miał córkę Annę (ur. 1914) i syna Stefana (1919–2002), podporucznika AK, ps. Sobol, walczącego w powstaniu warszawskim.
Zmarł w Warszawie. Został pochowany na cmentarzu Powązkowskim w Warszawie (kwatera 269-1-14,15).

## Ordery i odznaczenia
- Krzyż Oficerski Orderu Odrodzenia Polski (11 listopada 1936)[9]
- Złoty Krzyż Zasługi (czterokrotnie: po raz pierwszy 9 listopada 1932[10], po raz drugi 11 kwietnia 1939[11], po raz czwarty 20 lipca 1946[12])
- Krzyż Zasługi Wojskowej II Klasy (Austro-Węgry)[2]